# Karl-Johan Persson
Karl-Johan Erling Göran Persson, född 25 mars 1975 i London, är en svensk affärsman. Han är sedan 7 maj 2020 styrelseordförande i Hennes & Mauritz. Han var tidigare VD för H&M mellan den 1 juli 2009 och den 30 januari 2020.
Karl-Johan Persson är son till H&M:s huvudägare Stefan Persson och Pamela Persson, född Collett-Larson. Han växte upp i Djursholm tillsammans med syskonen Charlotte och Tom. Karl-Johan Persson gick på Enskilda gymnasiet i Stockholm och studerade sedan historia i Australien. Han flyttade därefter till London, där han arbetade samt gjorde praktik inom olika delar av H&M. Han har en Bachelor in Business Administration från European Business School London där han studerade mellan 1996 och 2000. Därefter satt han med i styrelserna för H&M-bolagen i Danmark, Tyskland, USA och Storbritannien.
Vid sidan av sitt ordförandeskap för H&M stöttar han entreprenörer genom att investera i start-ups via bolagen Philian AB och 41an Invest AB samt är engagerad i H&M Foundation och Erling-Perssons stiftelse och stöttar därutöver flera välgörenhetsorganisationer för barn och ungdomar.
Han gifte sig 2002 med Leonie Gillberg i Seglora kyrka på Skansen.
Karl-Johan Persson stöttar föreningen Djurgårdens IF:s fotboll- och ishockeyverksamhet ekonomiskt.
Han är styrelseledamot i Hennes & Mauritz, Ramsbury Invest AB där han även är delägare samt The GoodCause Foundation.